# Navire d'attaque rapide

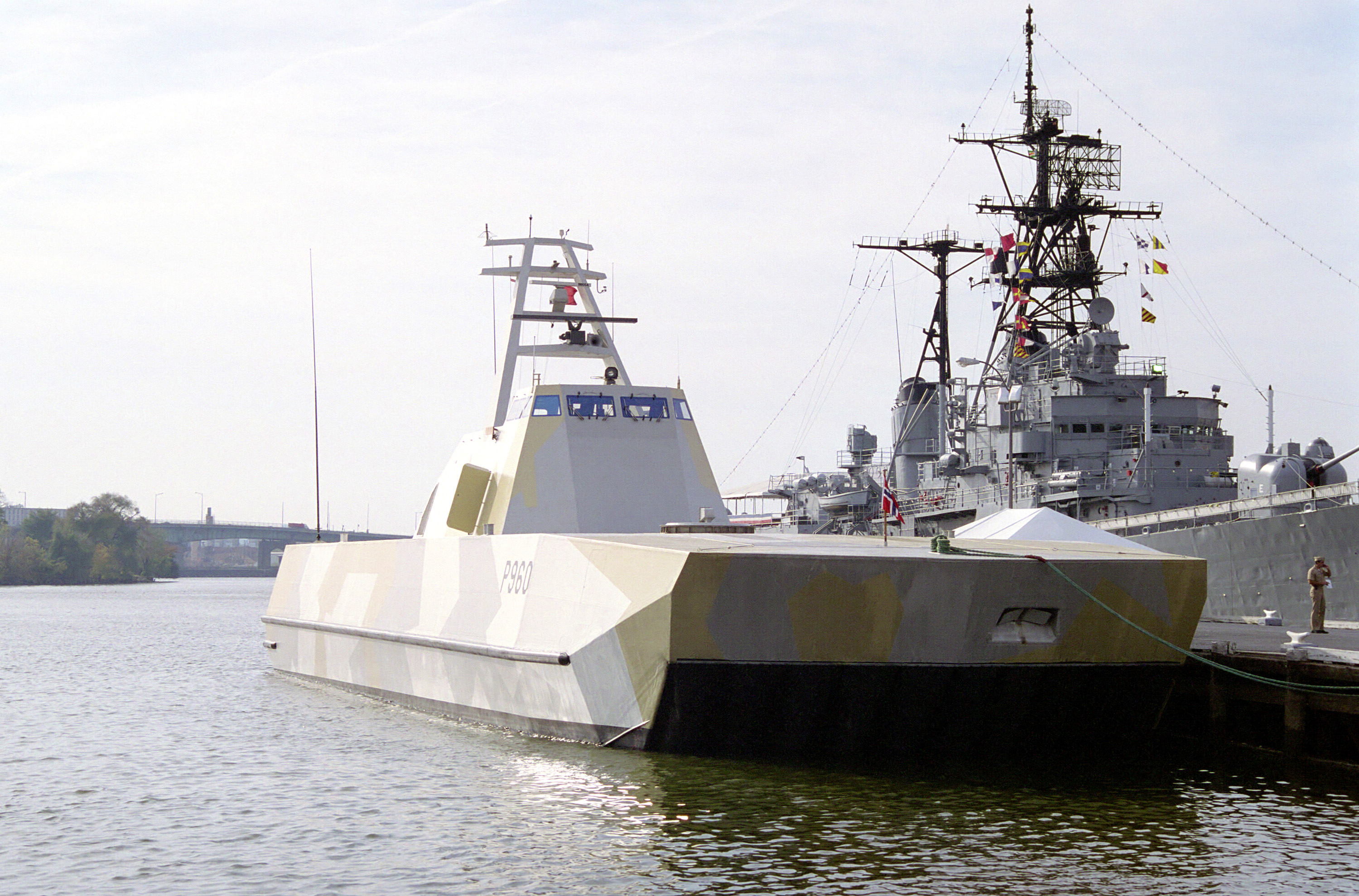
Patrouilleur de la classe Skjold de la Marine royale norvégienne.

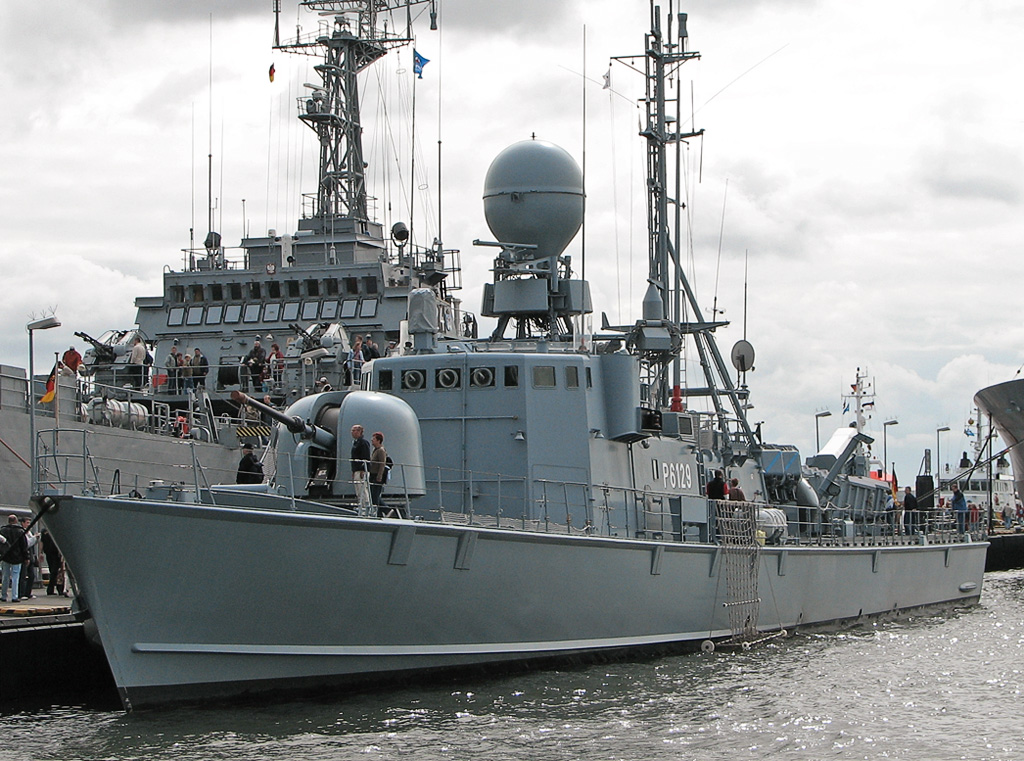
Navire d’attaque rapide de classe Gepard de la Deutsche Marine.

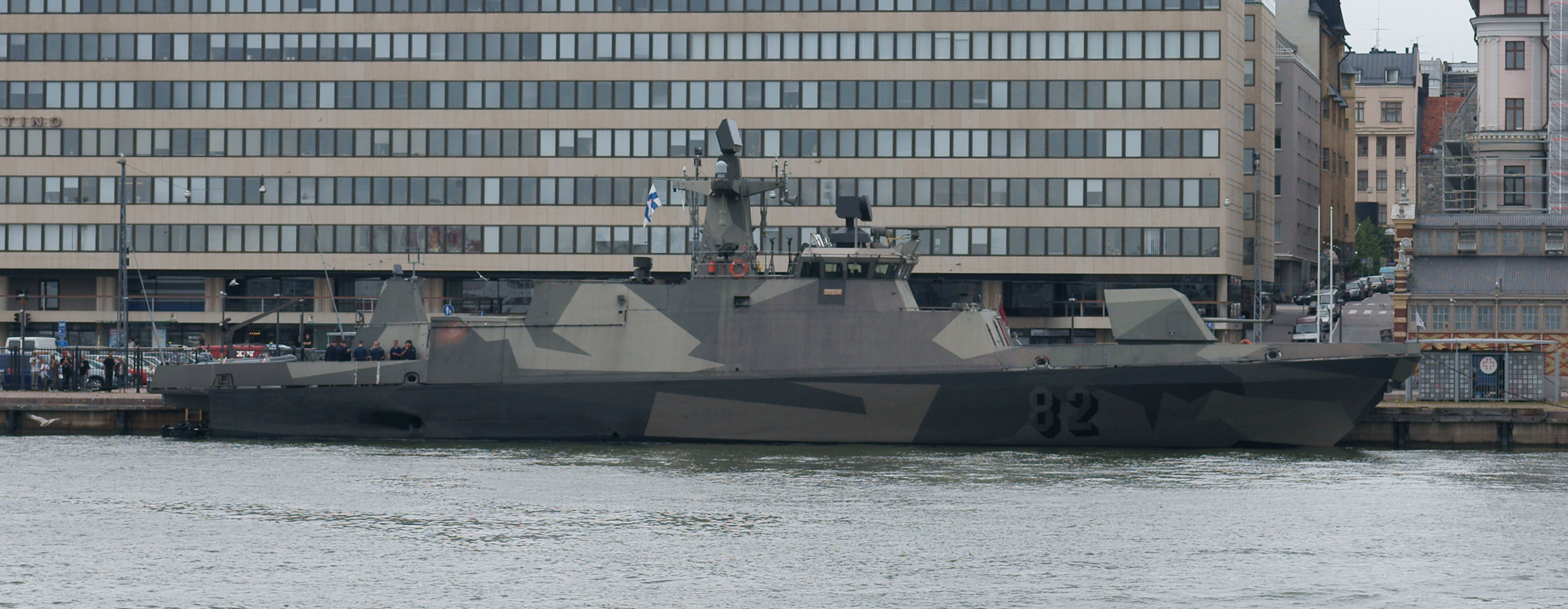
Bateau lance missile de classe Hamina des Forces maritimes finlandaises.

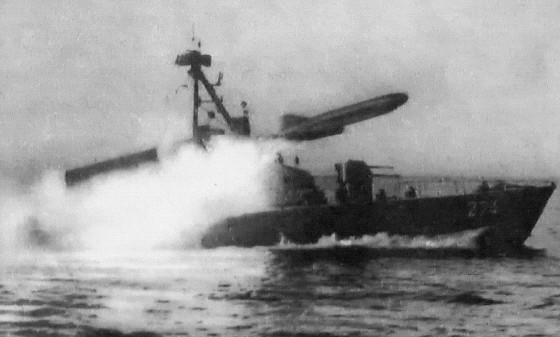
Un navire soviétique de Classe Komar tirant un missile Styx

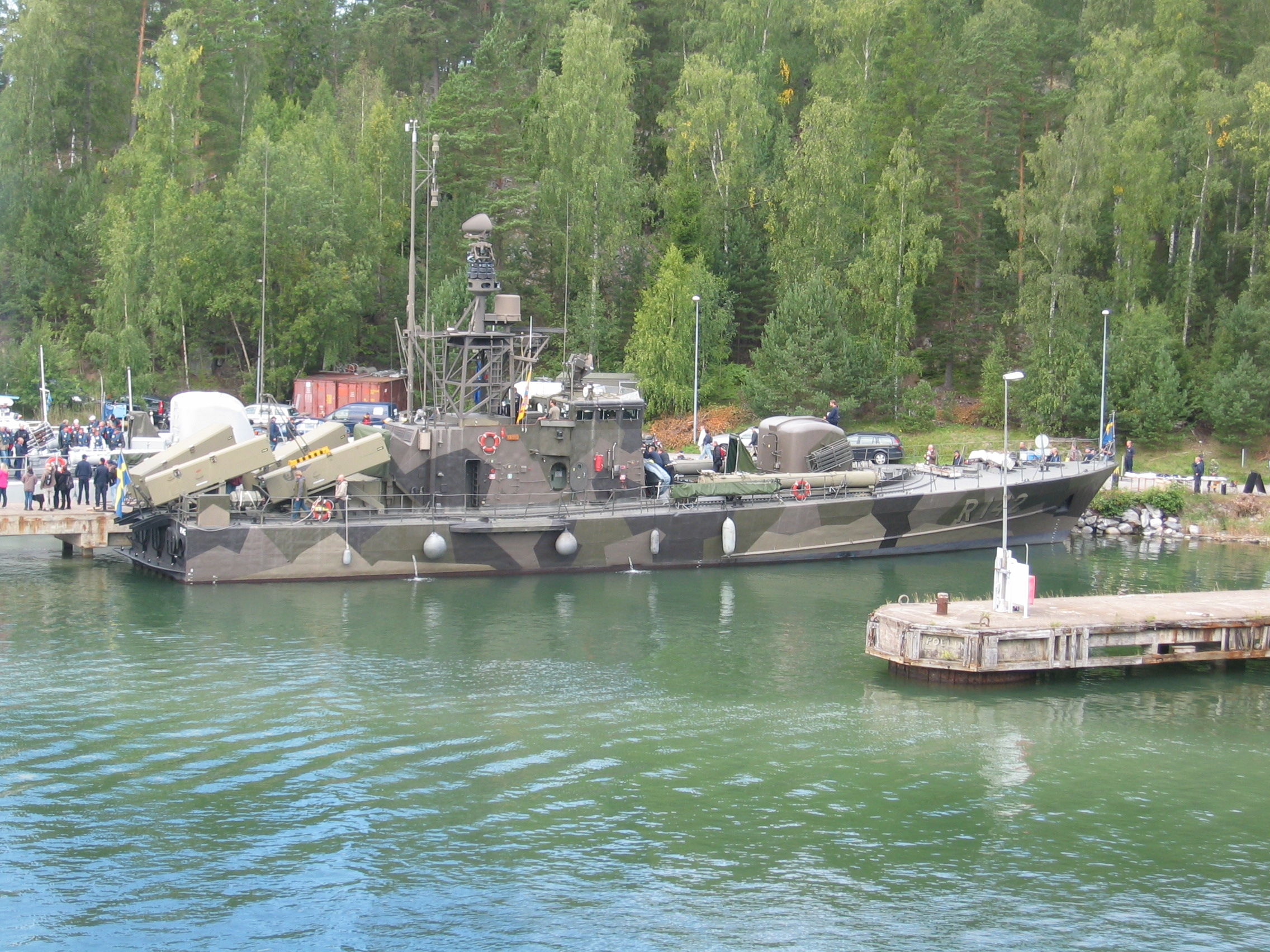
Navire de la classe Ystad de la marine suédoise, le HMS Ystad R142

Les navires d’attaque rapide (de l’anglais Fast Attack Craft abrégé FAC) sont des navires de guerre petits, rapides, voués à l'offensive, armés de missiles antinavires, armes à feu ou torpilles. Ils sont généralement utilisés à proximité de la terre car ni leur tenue en mer, ni leur capacité d’emport de munitions défensives ne leur permettent de survivre dans des eaux lointaines. Ils pèsent généralement de 50 à 400 tonnes et peuvent atteindre une vitesse de 25 à 50 nœuds.

## Types
FAC (G)navire d’attaque rapide équipé d’armes à feu (fast attack craft (gun))
FAC (M)navire d’attaque rapide équipé de missiles (fast attack craft (missile))
FAC (P)navire d’attaque rapide de patrouille (fast attack craft (patrol))
FAC (T)navire d’attaque rapide équipé de torpilles (fast attack craft (torpedo))
FAH (M)hydroptère d’attaque rapide équipé de missiles (fast attack hydrofoil (missile))